# 约翰·保罗·琼斯号驱逐舰 (DDG-53)
约翰·保罗·琼斯号驱逐舰（USS John Paul Jones DDG-53）是美国海军阿利·伯克级驱逐舰的第三艘，也是美國海軍第四艘以獨立戰爭時代海军英雄约翰·保罗·琼斯命名的驅逐艦。
约翰·保罗·琼斯号于1990年8月8日在缅因州巴斯的巴斯钢铁厂安放龙骨，1991年10月26日下水，1993年12月18日服役。
約翰·保羅·瓊斯號在2012年9月12日進入英國航太系統位於聖地牙哥的維修設施，進行為期一年的乾塢維修與改裝。在這次維修中該艦改裝了最新型的基线9（Baseline 9）版本之宙斯盾战斗系统與搭配的标准-6型防空飛彈（SM-6），成為第一艘整合化空中與飛彈防禦（Integrated Air and Missile Defense, IAMD）驅逐艦，與新版本神盾系統的戰鬥系統船艦認證測試（Combat Systems Ship's Qualification Trials, CSSQT）平台。2014年6月18日至20日間，約翰·保羅·瓊斯號在南加州外海進行了新系統的測試，在為期三日的演習中一共發射了4枚標準六型與1枚標準二型飛彈，除了展示了同時追蹤多枚速度、高度不同的來襲飛彈之能力外，也創下標準六型飛彈射程最遠的海對空擊落紀錄。
2016年3月7日，美國雷神公司發佈在2016年1月19日的飛彈試射中，約翰·保羅·瓊斯號驅逐艦發射一枚標準六型飛彈，擊沉靶艦魯本詹姆斯號USS Reuben James (FFG 57)，評估標準6型對船艦的殺傷力。瓊斯號驅逐艦也透過「協同接戰能力」（CEC）這款「即時感測器網路系統」，自遠距離的格立德利號驅逐艦（DDG 101）獲得目標資訊，一口氣以SM-6飛彈擊落5個它「看不到」的來襲空中目標，創下紀錄。

## 流行文化
该艦曾出现在2012年电影《超级战舰》中，在被外星戰艦击沉之前曾击毁其中3艘外星戰艦。